# ルチニャーノ
ルチニャーノ (伊: Lucignano) は、イタリア共和国トスカーナ州アレッツォ県にある、人口約3,400人の基礎自治体（コムーネ）。

## 地理

### 位置・広がり

#### 隣接コムーネ
隣接するコムーネは以下の通り。括弧内のSIはシエーナ県所属を示す。
- フォイアーノ・デッラ・キアーナ
- マルチャーノ・デッラ・キアーナ
- モンテ・サン・サヴィーノ
- ラポラーノ・テルメ (SI)
- シナルンガ (SI)

### 気候分類・地震分類
ルチニャーノにおけるイタリアの気候分類 (it) および度日は、zona E, 2248 GGである。
また、イタリアの地震リスク階級 (it) では、zona 3 (sismicità bassa) に分類される。

## 行政

### 分離集落
ルチニャーノには以下の分離集落（フラツィオーネ）がある。
- Campoleone, Corti, Croce, Calcione, Maestà Dei Mori, Pieve Vecchia, Poschini, San Savino, Santa Maria, Scerpella-Sentenze